# زنده باد فلسطین
زنده باد فلسطین (به انگلیسی: Viva Palestina) یا جاوید فلسطین («فلسطین زندگیش دراز باد») یک سازمان مستقر در بریتانیا است که قبلاً به عنوان یک سازمان خیریه ثبت شده است. این سازمان در ژانویه ۲۰۰۹ با هدف اولیه هدایت کاروان کمک‌های بشردوستانه به نوار غزه به وجود آمد. اهداف آن «تأمین غذا، دارو و کالاهای ضروری و خدمات مورد نیاز مردم غیرنظامی» [سرزمین‌های فلسطینی اشغالی] از سوی بریتانیا و «برجسته‌سازی علل و نتایج جنگ‌ها با هدف دستیابی به صلح» است.

## پیش‌زمینه
زنده باد فلسطین در طول جنگ غزه در ژانویه ۲۰۰۹ توسط گروهی از جمله جرج گالووی سیاستمدار بریتانیایی تأسیس شد.